# Liste de communes de France dont le nom commémore une personnalité
Cet article donne une liste de toponymes de communes françaises issus de noms de personnalités en se limitant aux personnalités historiques et non religieuses qui font l'objet d'articles au sein de la Wikipédia en français. Les toponymes reprenant des noms de saints ne sont pas présentés dans cette liste.

## Liste
| Nom actuel                                    | Département         | Ancien nom                                        | Date de dénomination | Personnalité concernée et contexte |
| --------------------------------------------- | ------------------- | ------------------------------------------------- | -------------------- | --- |
| Albert                                        | Somme               | Ancre                                             | 1620                 | Charles d'Albert, duc de Luynes |
| Albertville                                   | Savoie              | Fusion de Conflans et de L'Hôpital                | 1835                 | Charles-Albert de Sardaigne, roi de Sardaigne et duc de Savoie                                                                                       |
| Althen-des-Paluds                             | Vaucluse            | Les Paluds, ancien quartier de Monteux            | 1845                 | Jean Althen (Hovhanès Althounian), agronome d'origine arménienne, promoteur de la culture de la garance.                                             |
| Amélie-les-Bains-Palalda                      | Pyrénées-Orientales | Les Bains d'Arles                                 | 1840                 | Marie-Amélie de Bourbon-Siciles, reine des Français                                                                                                  |
| Aubigné-Racan                                 | Sarthe              | Aubigné                                           | 1934                 | Honorat de Bueil de Racan, poète et académicien qui a aussi donné son nom à la commune tourangelle de Saint-Paterne-Racan                            |
| Le Bignon-Mirabeau                            | Loiret              | Le Bignon                                         | 1889                 | Honoré-Gabriel Riqueti, comte de Mirabeau, plus communément appelé Mirabeau, héros des débuts de la Révolution, naquit en 1749 au château de Bignon. |
| Bonrepos-Riquet                               | Haute-Garonne       | Bonrepos                                          | 1921                 | Pierre-Paul Riquet, entrepreneur |
| Bourg-Madame                                  | Pyrénées-Orientales | Anciennement hameau du nom de La Guinguette-d'Hix | 1815                 | Marie-Thérèse de France, duchesse d'Angoulême et fille de Louis XVI                                                                                  |
| Brie-Comte-Robert                             | Seine-et-Marne      |                                                   |                      | Robert Ier de Dreux, fondateur et premier seigneur de Brie-Comte-Robert                                                                              |
| Broglie                                       | Eure                | Chambrais                                         | 1742                 | François-Marie de Broglie, maréchal de France |
| Carla-Bayle                                   | Ariège              | Carla-le-Comte                                    | 1879                 | Pierre Bayle, écrivain et philosophe |
| Champagne-Vigny                               | Charente            | Champagne-de-Blanzac                              | 1983                 | Alfred de Vigny, écrivain |
| Charleville, aujourd'hui Charleville-Mézières | Ardennes            | /                                                 | 1606                 | Charles Ier de Mantoue |
| Châtillon-Coligny                             | Loiret              | Châtillon-sur-Loing                               | 1896                 | Gaspard Ier de Coligny, maréchal de France |
| Chavaniac-Lafayette                           | Haute-Loire         | Chavaniac                                         | 1884                 | Gilbert du Motier de La Fayette, officier et homme politique                                                                                         |
| Chilly-Mazarin                                | Essonne             | Chilly                                            | 1822                 | Jules Mazarin, diplomate et homme politique |
| Colleville-Montgomery                         | Calvados            | Colleville-sur-Orne                               | 1946                 | Bernard Montgomery, général britannique |
| Decazeville                                   | Aveyron             | La Salle                                          | 1827                 | Élie Decazes |
| La Haye-Descartes, puis Descartes             | Indre-et-Loire      | La Haye                                           | 1802, puis 1967      | René Descartes, scientifique et philosophe |
| Diane-Capelle                                 | Moselle             | /                                                 | XVIIe siècle         | Diane de Dommartin |
| Domrémy-la-Pucelle                            | Vosges              | Domremy                                           | 1578                 | Jeanne d'Arc |
| Eugénie-les-Bains                             | Landes              | Extraction de Saint-Loubouer                      | 1861                 | Eugénie de Montijo, impératrice des Français |
| Ferney-Voltaire                               | Ain                 | Ferney                                            | 1793                 | Voltaire, écrivain et philosophe |
| Fitz-James                                    | Oise                | Warty-lès-Clermont                                | 1710                 | Jacques Fitz-James, maréchal de France |
| Hastingues                                    | Landes              |                                                   | 1304                 | John Hastings, 1er baron Hastings et fondateur de la bastide                                                                                         |
| Henrichemont                                  | Cher                |                                                   | 1609                 | Henri IV, roi de France |
| Illiers-Combray                               | Eure-et-Loir        | Illiers                                           | 1971                 | Toponyme fictif Combray créé par Marcel Proust dans À la recherche du temps perdu.                                                                   |
| Levallois-Perret                              | Hauts-de-Seine      |                                                   | 1867                 | Nicolas Eugène Levallois (spéculateur foncier) et Jean-Jacques Perret (créateur des premiers lotissements de la commune)                             |
| La Louptière-Thénard                          | Aube                | La Louptière                                      | 1864                 | Louis Jacques Thénard, chimiste |
| Maisons-Laffitte                              | Yvelines            | Maisons-sur-Seine                                 | 1882                 | Jacques Laffitte, banquier |
| Milly-Lamartine                               | Saône-et-Loire      | Milly                                             | 1902                 | Alphonse de Lamartine, poète |
| Mont-Louis                                    | Pyrénées-Orientales | Ovansa                                            | 1679                 | Louis XIV, roi de France |
| Les Pennes-Mirabeau                           | Bouches-du-Rhône    | Les Pennes                                        | 1902                 | Honoré Gabriel Riqueti, comte de Mirabeau, plus communément appelé Mirabeau, héros des débuts de la Révolution.                                      |
| Philippsbourg                                 | Moselle             |                                                   | XVIIe siècle         | Philippe IV de Hanau-Lichtenberg |
| Le Plessis-Robinson                           | Hauts-de-Seine      | Le Plessis-Piquet                                 | 1909                 | D'après une guinguette nommée du nom du roman Le Robinson suisse.                                                                                    |
| Le Plessis-Trévise                            | Val-de-Marne        | /                                                 | 7 juillet 1899       | Maréchal Édouard Mortier, duc de Trévise |
| Richelieu                                     | Indre-et-Loire      | /                                                 | Entre 1631 et 1642   | cardinal de Richelieu, à l'origine de la fondation de la ville.                                                                                      |
| Saint-Amans-Soult                             | Tarn                | Saint-Amans-la-Bastide                            | 1851                 | Jean-de-Dieu Soult, maréchal |
| Saint-Léger-Vauban                            | Yonne               | Saint-Léger-de-Foucheret                          | 1867                 | Sébastien Le Prestre de Vauban, architecte militaire                                                                                                 |
| Saint-Michel-de-Montaigne                     | Dordogne            | Saint-Michel                                      | 1936                 | Michel de Montaigne, philosophe et humaniste |
| Saint-Paterne-Racan                           | Indre-et-Loire      | Saint-Paterne                                     | 1936                 | Honorat de Bueil de Racan, poète et académicien qui a aussi donné son nom à la commune sarthoise d'Aubigné-Racan                                     |
| Schœlcher                                     | Martinique          | Case-Navire                                       | 1889                 | Victor Schœlcher, homme politique |
| Thorey-Lyautey                                | Meurthe-et-Moselle  | Thorey                                            | 1936                 | Hubert Lyautey, maréchal |
| Thury-Harcourt puis Thury-Harcourt-le-Hom     | Calvados            | Thury                                             | 1709                 | Henri d'Harcourt (1654-1718), duc d’Harcourt, maréchal de France                                                                                     |
| Tilleul-Dame-Agnès                            | Eure                |                                                   |                      | Agnès Sorel, favorite du roi Charles VII |
| Vitry-le-François                             | Marne               | /                                                 |                      | François Ier qui en a décidé la création à la suite de la destruction de Vitry-en-Perthois par fait de guerre                                        |

### Anciennes communes
- Anstrude (Yonne), d'après le baron écossais François-César d'Anstrude, renommée définitivement Bierry-les-Belles-Fontaines en 1882.
- La Bohalle (Maine-et-Loire), nommée ainsi depuis le XVe siècle d'après son fondateur Jean Bohalle. La commune disparaît en 2016.
- Labastide-Murat (Lot), anciennement Labastide-Fortunière (jusqu'en 1852), d'après le maréchal d'Empire Joachim Murat. La commune disparaît en 2016.
- Terre-Natale (Haute-Marne), commune créée en 1972 par fusion des anciennes communes de Champigny-sous-Varennes, de Chézeaux et de Varennes-sur-Amance, d'après le roman de Marcel Arland. La commune disparaît en 2012.
- Hussein-Dey (Algérie française), banlieue d'Alger ainsi nommée en l'honneur du dey Hussein qui donna les clés de la ville à Bugeaud.
- Philippeville - Skikda (Algérie française), en l'honneur du roi  Louis-Philippe.
- Orléansville (Algérie française), en l'honneur du duc d'Orléans.
- Kellermann (Algérie française), en l'honneur du général alsacien éponyme.
- Kléber (Algérie française), en l'honneur du général napoléonien.
- Geryville (Algérie française), en l'honneur de l'administrateur général du Sahara
- Guyotville (Algérie française), en l'honneur du comte Eugène Guyot
- Pasteur (Algérie française), en l'honneur du scientifique.

### Sources et bibliographie
- Journal officiel de la République française (JORF), sur Légifrance ou Gallica
- Marianne Mulon, « Petites communes et grands hommes », Historia, no 428,‎ juillet 1982, p. 64–65
- Marianne Mulon, « Anthropotoponymes. Appropriations, commémorations », dans Jean-Claude Boulanger (dir.), Le nom propre au carrefour des études humaines et des sciences sociales (actes du XVIe congrès international des sciences onomastiques, Québec, Université Laval, 16-22 août 1987), Québec, Presses de l'Université Laval, 1990, 591 p. (ISBN 2-7637-7213-7), p. 15–39
- Ernest Nègre, Toponymie générale de la France, vol. 3 : Formations dialectales (suite) et françaises, Genève, Librairie Droz, coll. « Publications romanes et françaises » (no 195), 1998, 480 p. (ISBN 978-2-600-02884-4, lire en ligne)
- « La devinette du dimanche et de quelques écrivains célèbres », sur vousvoyezletopo.blog.lemonde.fr, 1er septembre 2013 (consulté le 25 février 2016)
- « De quelques personnages célèbres », sur vousvoyezletopo.blog.lemonde.fr, 19 février 2012 (consulté le 25 février 2016)